# (8005) Albinadubois
(8005) Albinadubois es un asteroide perteneciente al cinturón de asteroides, región del sistema solar que se encuentra entre las órbitas de Marte y Júpiter.
Fue descubierto el 16 de junio de 1988 por Eleanor F. Helin  desde el Observatorio Palomar.

## Designación y nombre
Designado provisionalmente como 1988 MJ, fue nombrado en honor a Albina du Boisrouvray (n. 1941), hija del conde Guy du Boisrouvray y Luz Mila Patino. Fue periodista, editora y productora cinematográfica en París en los años 1960 y 1970. Cuando su único hijo, François-Xavier Bagnoud, murió en un accidente de helicóptero en 1986, vendió la mayoría de sus posesiones y comenzó a apoyar y participar en proyectos para rescatar a niños necesitados. Esto se extendió a 17 países, y los derechos de estos niños se defienden a través de un importante centro que ella fundó en la Universidad de Harvard. Continúa con la filantropía "práctica" a través de un programa interminable de visitas a los proyectos y la participación en foros de defensa.

## Características orbitales
Albinadubois está situado a una distancia media del Sol de 2,551 ua, pudiendo alejarse hasta 2,934 ua y acercarse hasta 2,169 ua. Su excentricidad es 0,150 y la inclinación orbital 6,797 grados. Emplea 1488,47 días en completar una órbita alrededor del Sol.

## Características físicas
La magnitud absoluta de Albinadubois es 13,35. 